# یوزف کارل اشتیلر

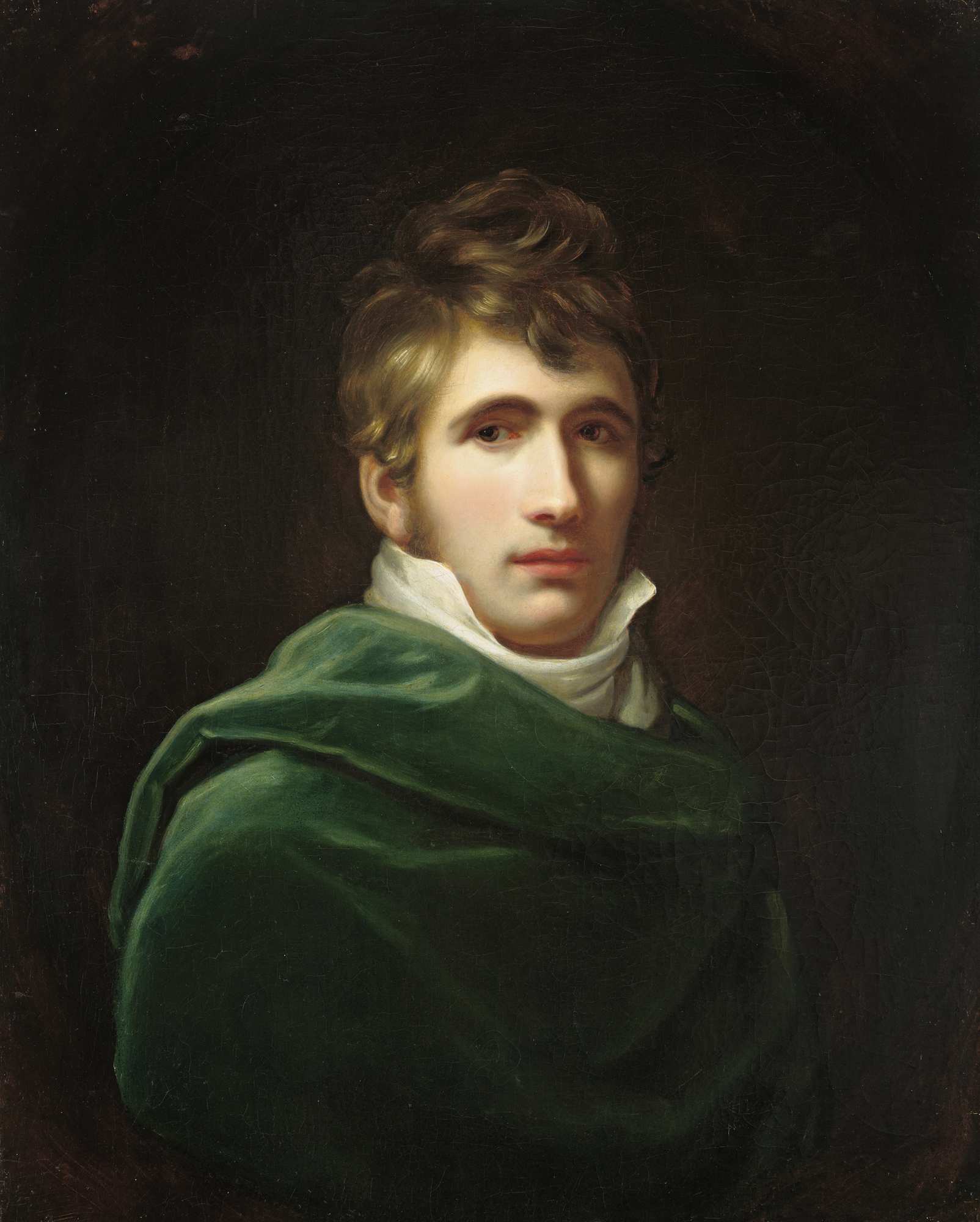
جوزف کارل استیلر

یوزف کارل استیلر (زاده ۱ نوامبر ۱۷۸۱ – درگذشته ۹ آوریل ۱۸۵۸) نقاش آلمانی بود. از ١٨٢٠ تا ١٨٥٥ او به عنوان نقاش دربار سلطنتی پادشاهان باواریا کار کرد. او برای پرتره های نئوکلاسیک خود، به ویژه برای گالری زیبایی‌ها در کاخ نیمفنبورگ در مونیخ، و همچنین پرتره نمادین خود از لودویگ فون بتهوون، که به یکی از معروف ترین آثار او تبدیل شده است، شناخته شده است.معروف ترین آثار  کارل استیلیر چهره یوهان ولفگانگ گوته نویسنده آلمانی و بتههون می باشد

## زندگی
استیلر که در شهر ماینز در خانواده‌ای با سابقه از حکاکی‌ها، منگنه‌بازان و سازندگان قالب‌سازی متولد شد، برخی آموزش‌های هنری را از پدرش، آگوست فردریش استیلر (١٧٨٩-١٧٣٦) دریافت کرد. پس از مرگ زودهنگام پدرش، ژوزف کارل به  شاگردی خود را به پایان رساند و کار خود را به عنوان نقاش مینیاتور آغاز کرد، که به طور فزاینده ای مورد توجه محافل بورژوازی قرار گرفت. شاهزاده اسقف  فردریش کارل جوزف فون ارتال به آشافنبورگ. در اینجا او با اسقف اعظم بعدی کارل تئودور آنتون ماریا فون دالبرگ ملاقات کرد که مهمترین حامی و حامی او بود.
از ١٨٠٢ تا ١٨٠٦ او در آکادمی هنرهای زیبا وین در کلاس استاد هاینریش فوگر شرکت کرد. سبک پرتره استیلر به ویژه در طول کار او در آتلیه پاریسی فرانسوا ژرار ، شاگرد ژاک-لوئی دیوید شکل گرفت. در سال ١٨٠٨، او خود را به عنوان یک پرتره نگار مستقل در شهر فرانکفورت تثبیت کرد و در سال ١٨١٠ در ایتالیا سفر کرد. از سال ١٨١٢ در دربار پادشاه ماکسیمیلیان اول جوزف از باواریا کار کرد.و تا ١٨١٦ آنجا ماند.
در سال ١٨١٦، او دوباره به وین سفر کرد تا پرتره امپراتور فرانسیس اول اتریش را بکشد. بین فوریه و آوریل ١٨٢٠، او روی پرتره خود از لودویگ ون بتهوون کار کرد، که احتمالاً شناخته شده ترین نمایش این آهنگساز امروزی است این اثر وی تنها اثر معروف از روی چهره بتهوون است. در سال ١٨٤٧ او همچنین پرتره لولا مونتز را کشید که رابطه او با لودویگ اول پادشاه باواریا منجر به کناره‌گیری پادشاه در سال بعد شد.
استیلر عمدتاً در خدمت دربار باواریا بود. نقاشی‌های او در  ، به اصطلاح گالری زیبایی‌ها، توسط پادشاه لودویگ اول بایرن سفارش داده شد. استیلر پرتره های یوهان ولفگانگ فون گوته ، آمالیای یونانی ، فردریش ویلهلم ژوزف فون شلینگ ، یوهان لودویگ تیک و الکساندر فون هومبولت و همچنین مجسمه های محراب را نقاشی کرده است
متمایزترین ویژگی پرتره های استیلر تمرکز مطلق او بر نشسته است. اضافات تزئینی کنار گذاشته شده اند و هیچ چیزی نیست که توجه بیننده را منحرف کند. استیلر این تمرکز را از طریق کنتراست عمدی نور و تاریکی انجام داد، که مهمتر از همه، ویژگی‌های صورت را با دقت مشخص می‌کند.

## اثار

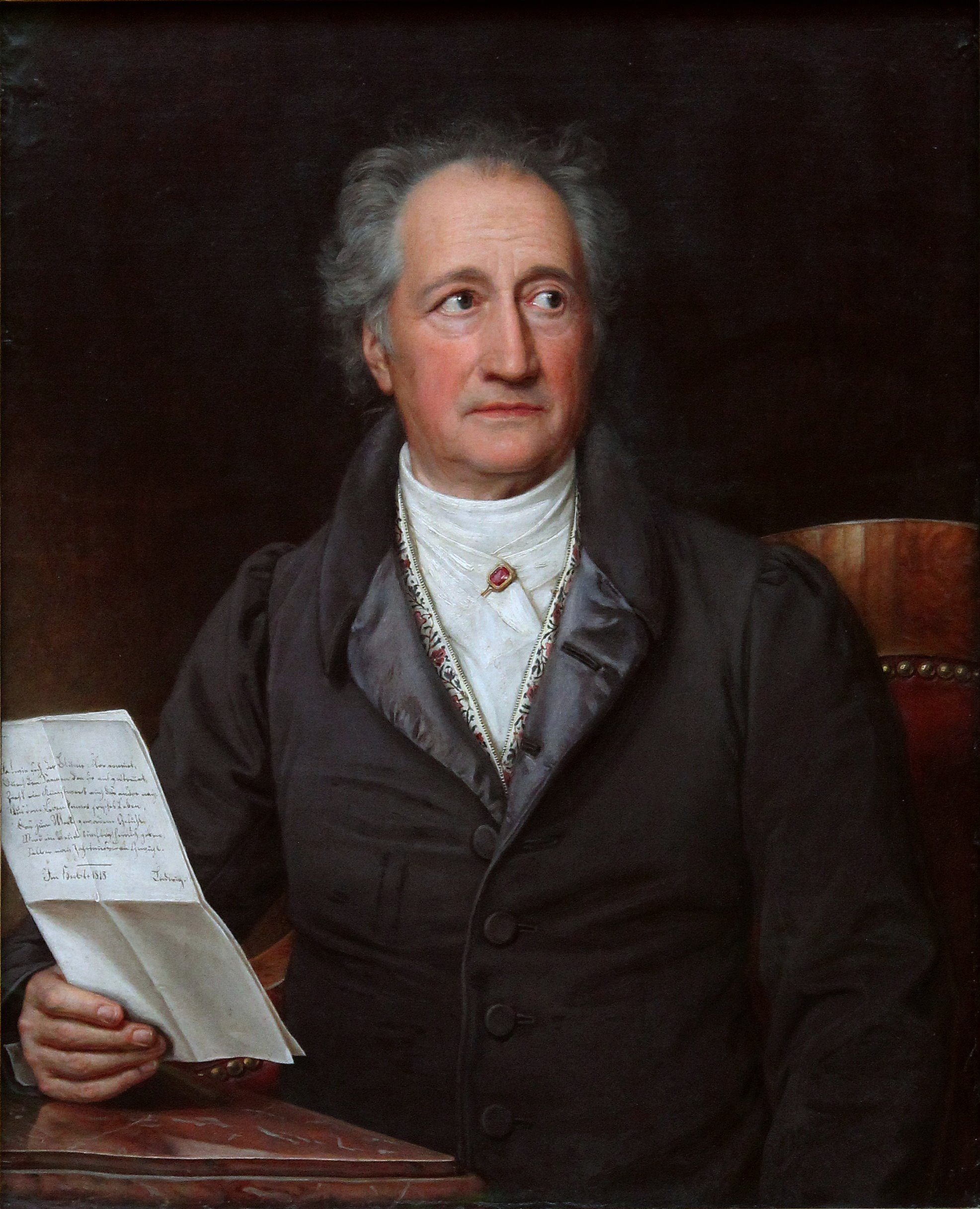
یوهان ولفانگ گوته

Paintings
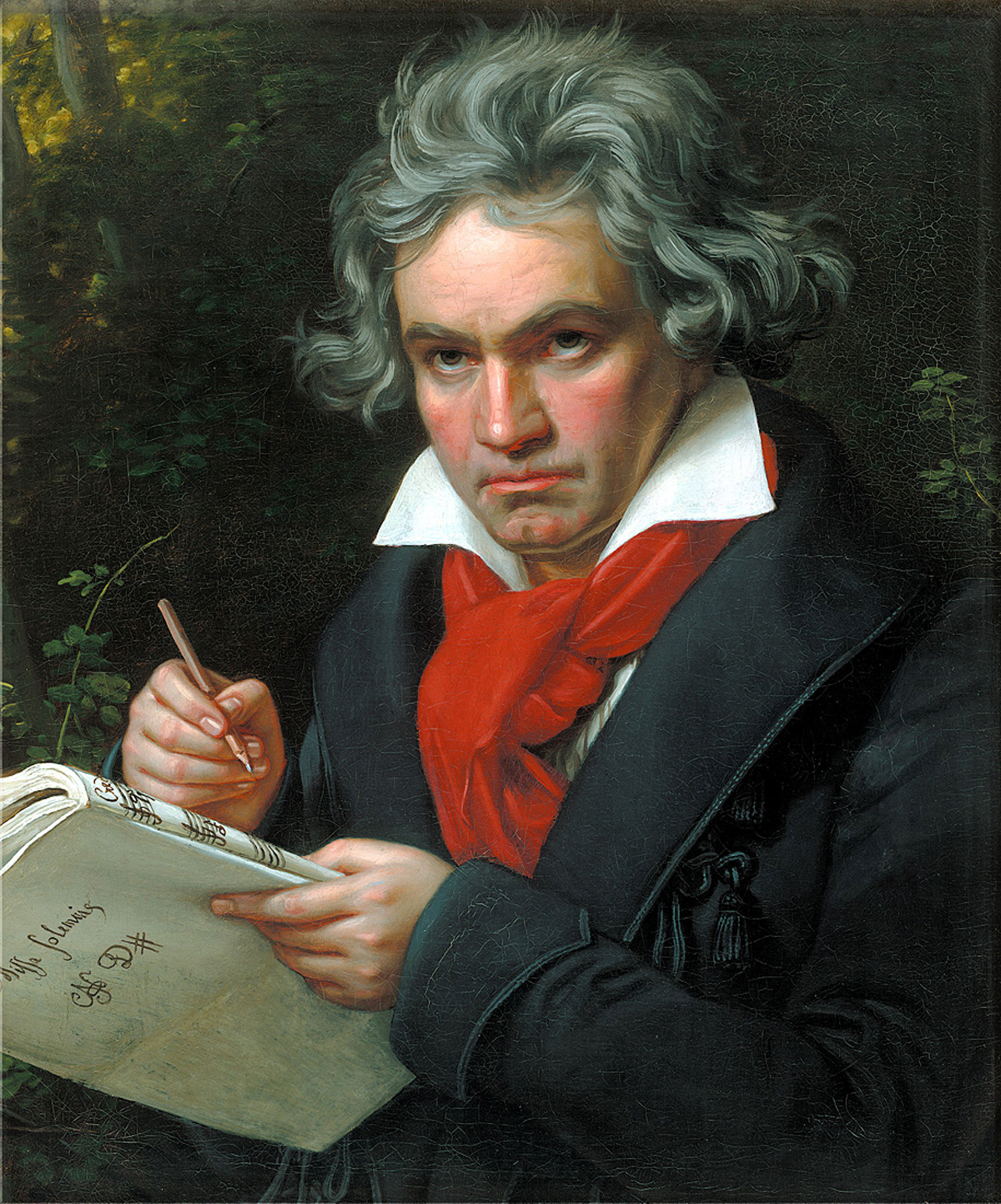
پرتره ای از لودویگ ون بتهوون ، 1820. احتمالاً تکثیر شده ترین اثر استیلر.
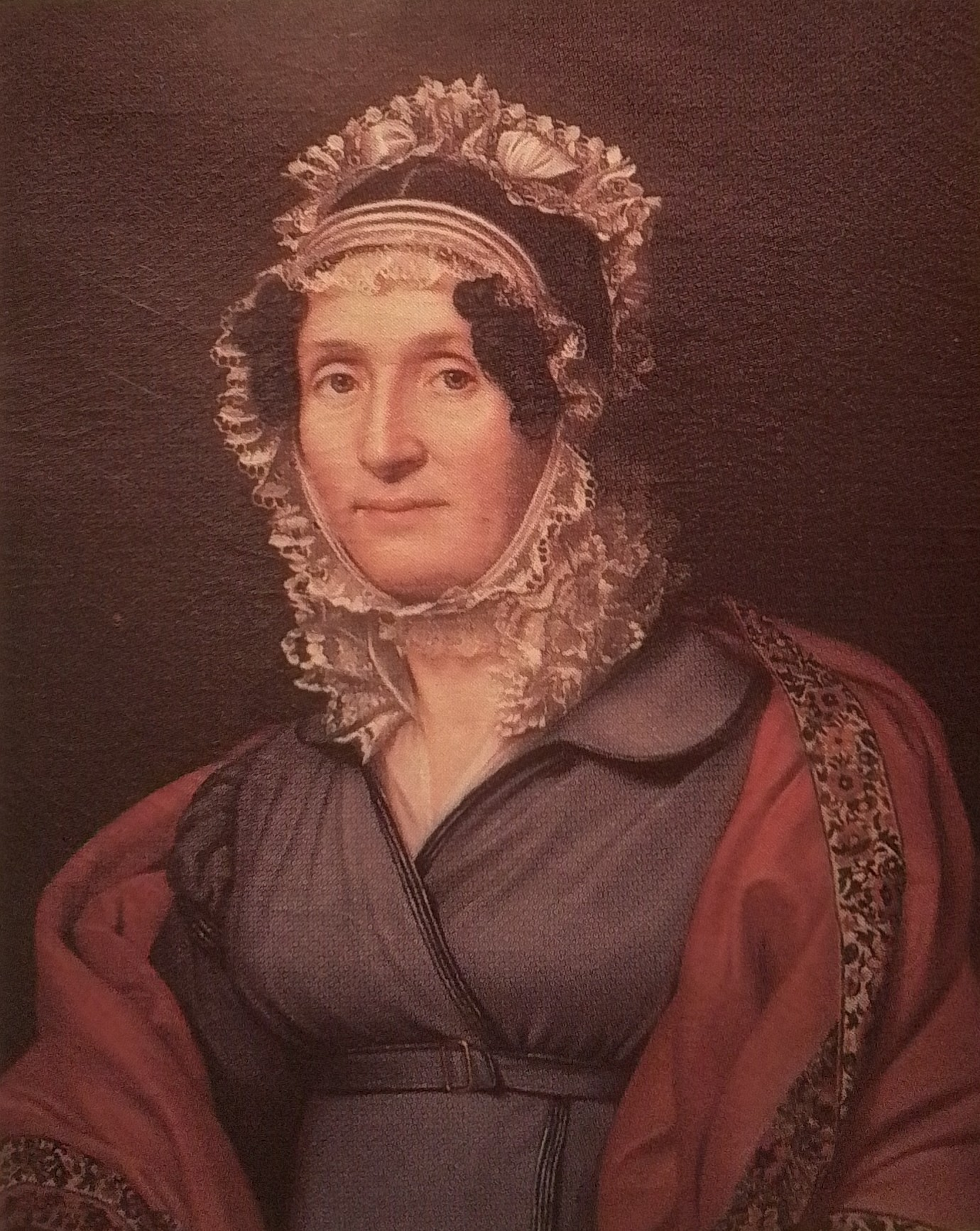
Laetizia Ramolino Bonaparte, 1811
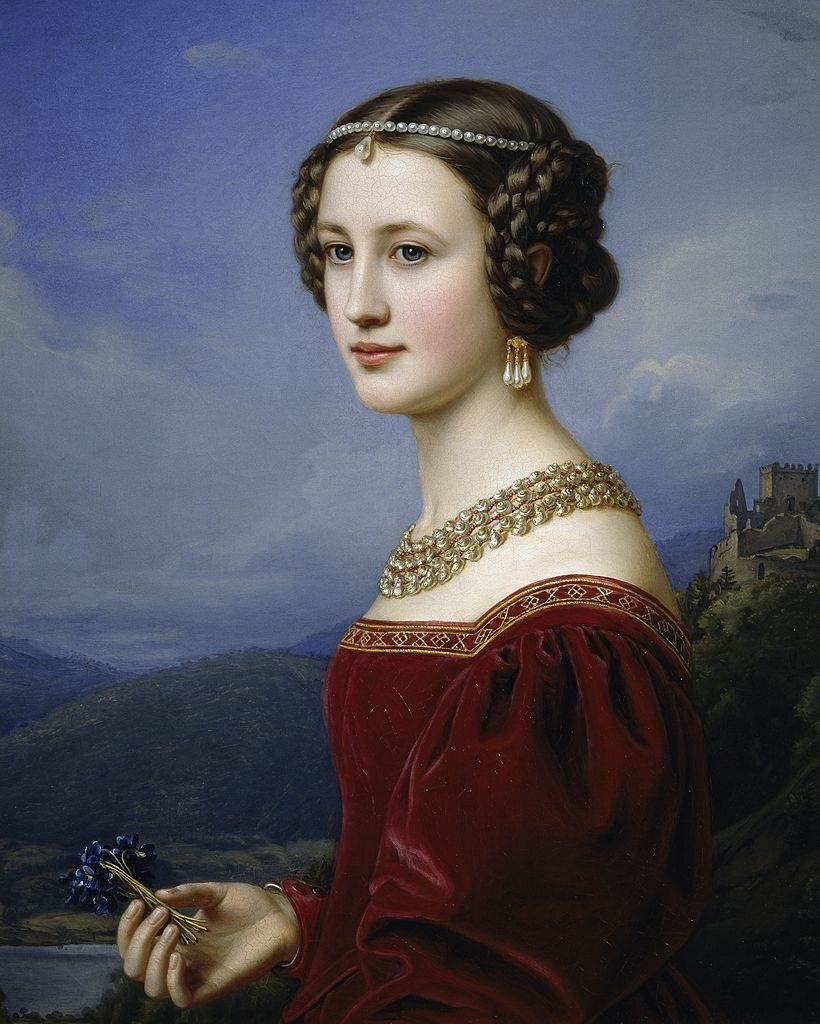
Cornelia Vetterlein [br], 1828
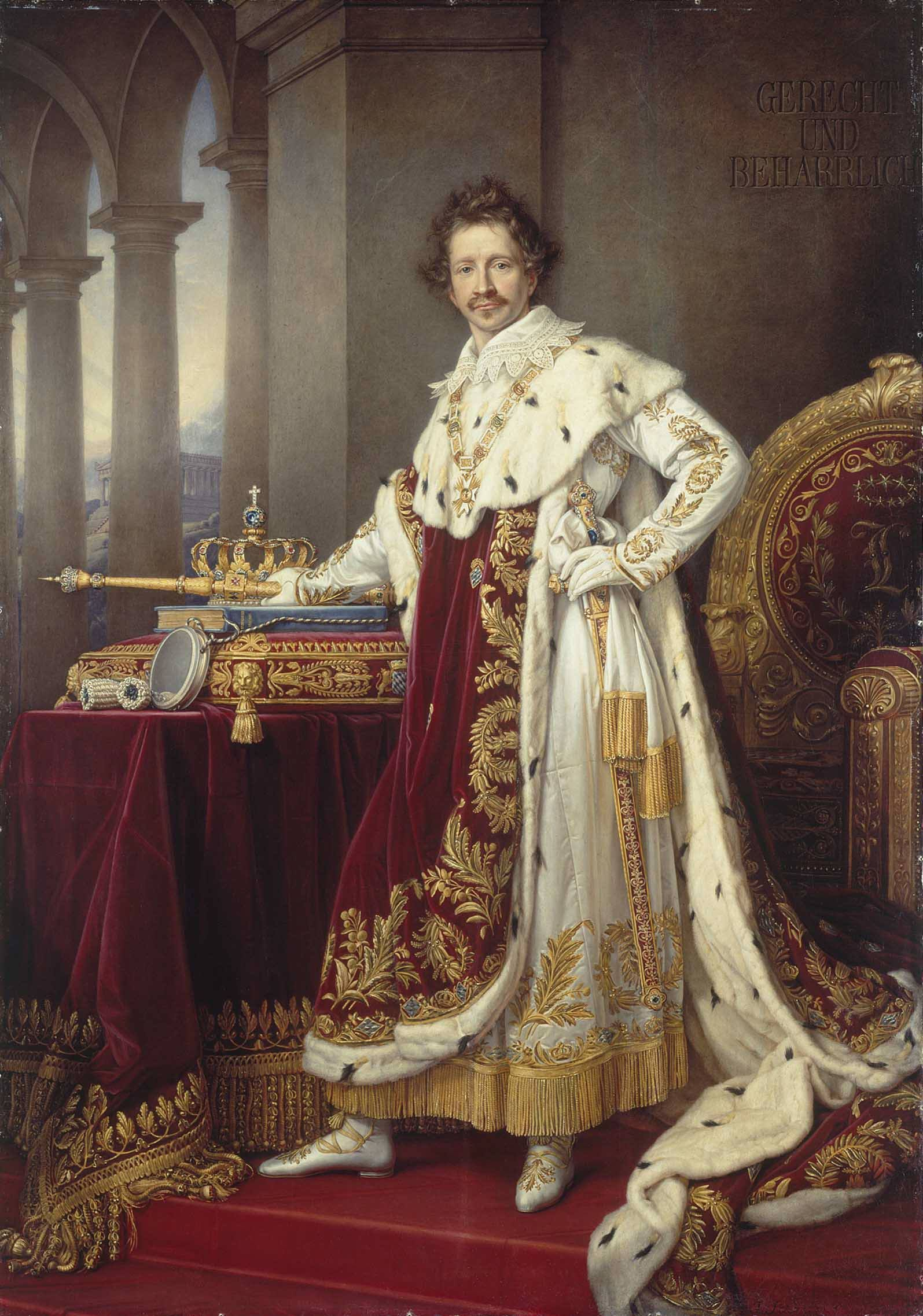
پادشاه لودویگ اول در لباس تاجگذاری خود در سال 1826
هلن سدل مایر
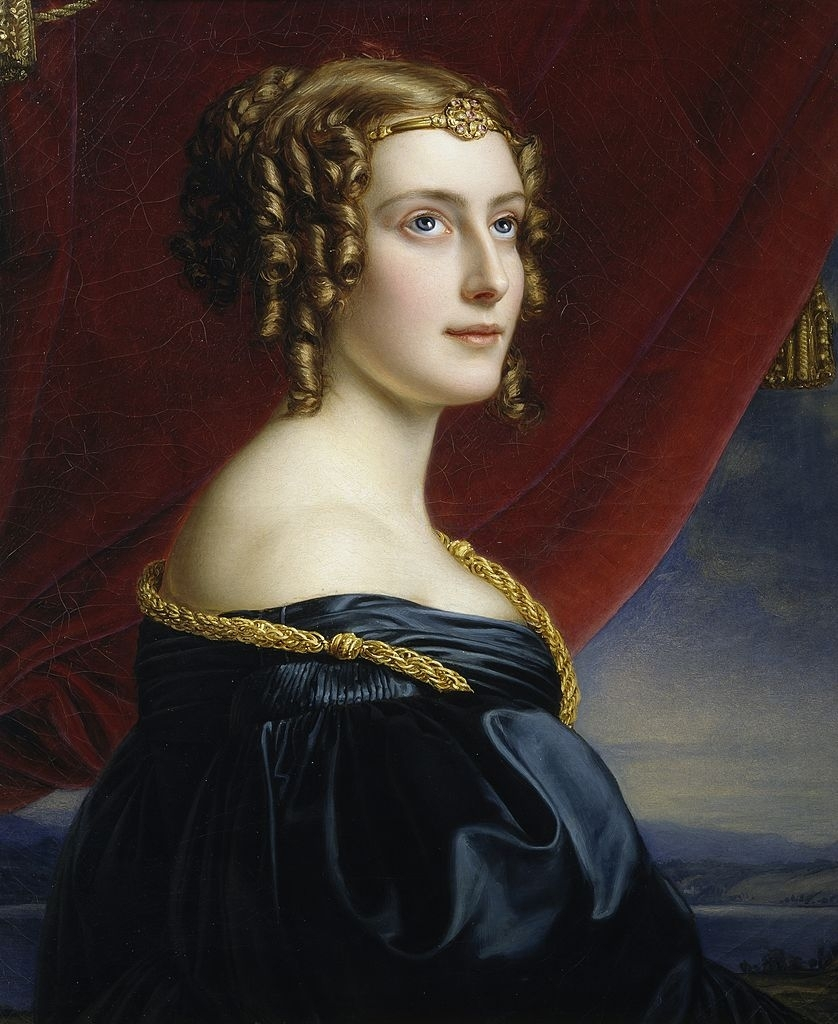
لیدی جین الیزابت دیگبی ، دختر دریاسالار هنری دیگبی از ترافالگار
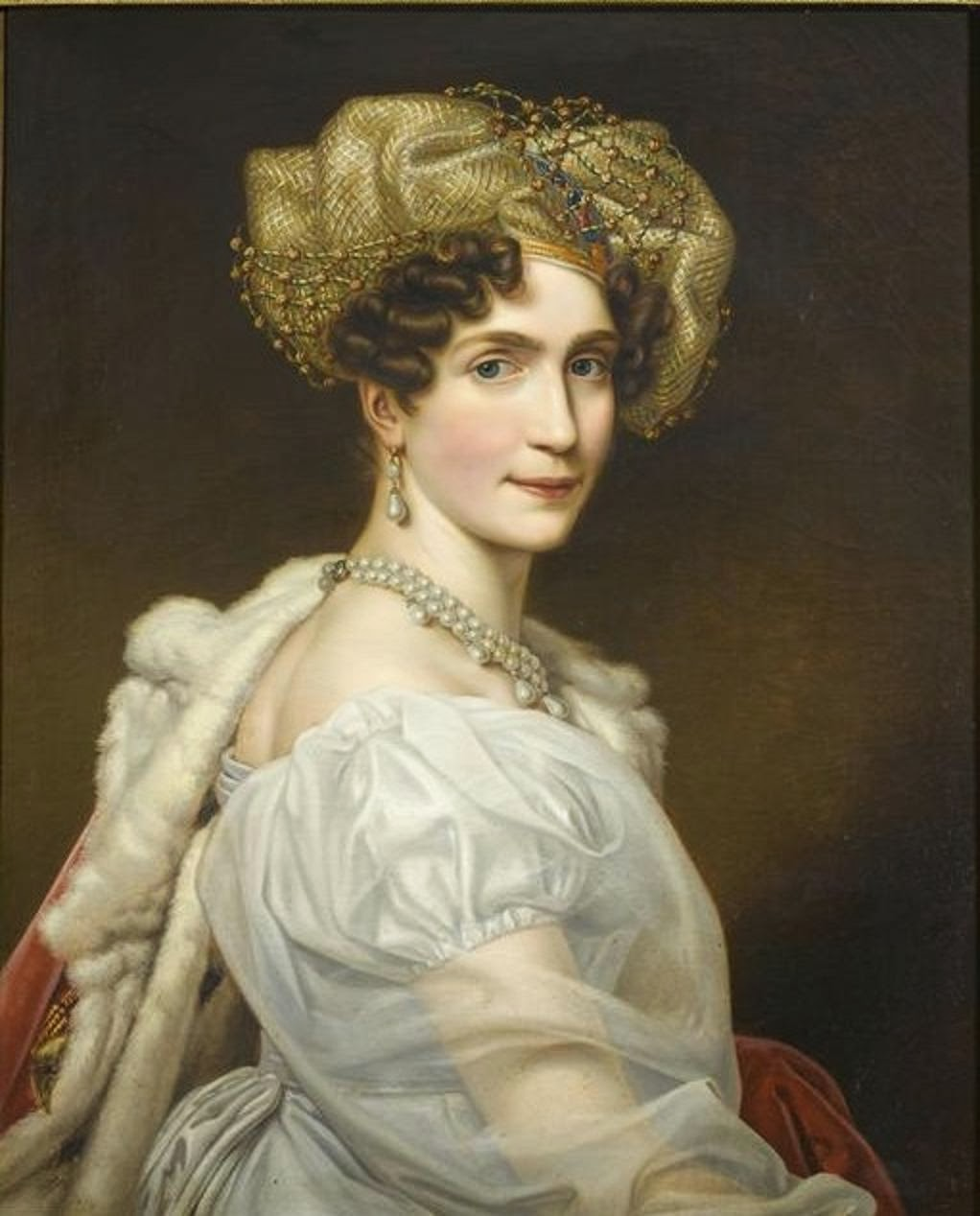
آگوست آملی دو باویر استیلر
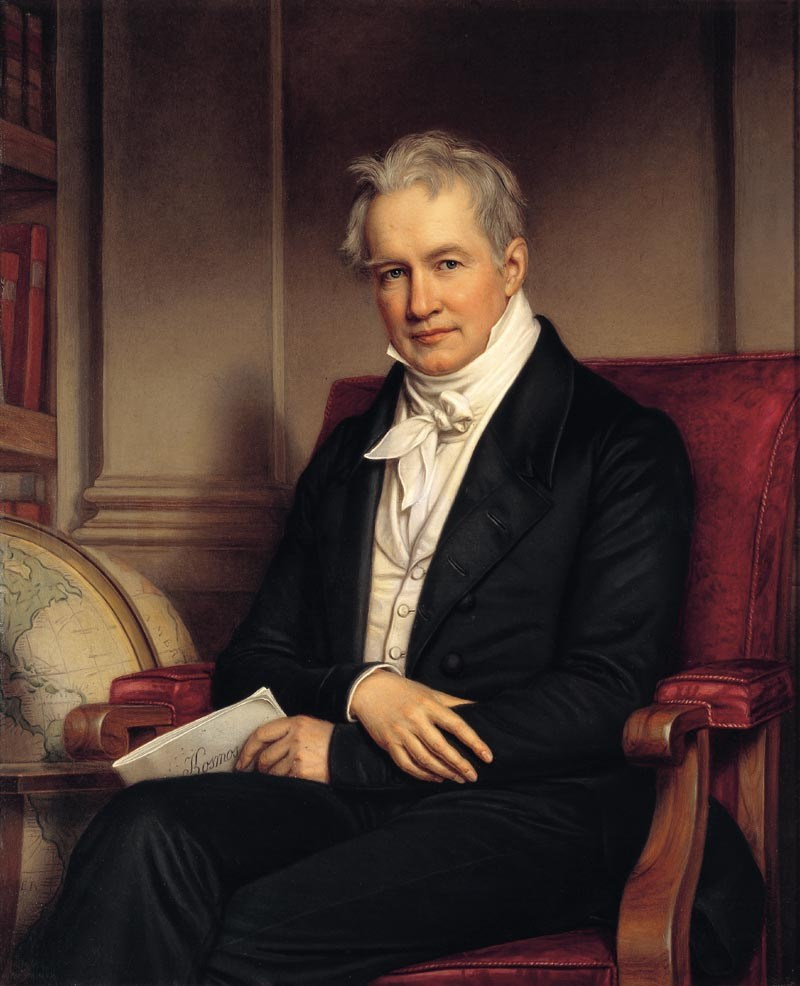
الکساندر فون هومبولت 1843
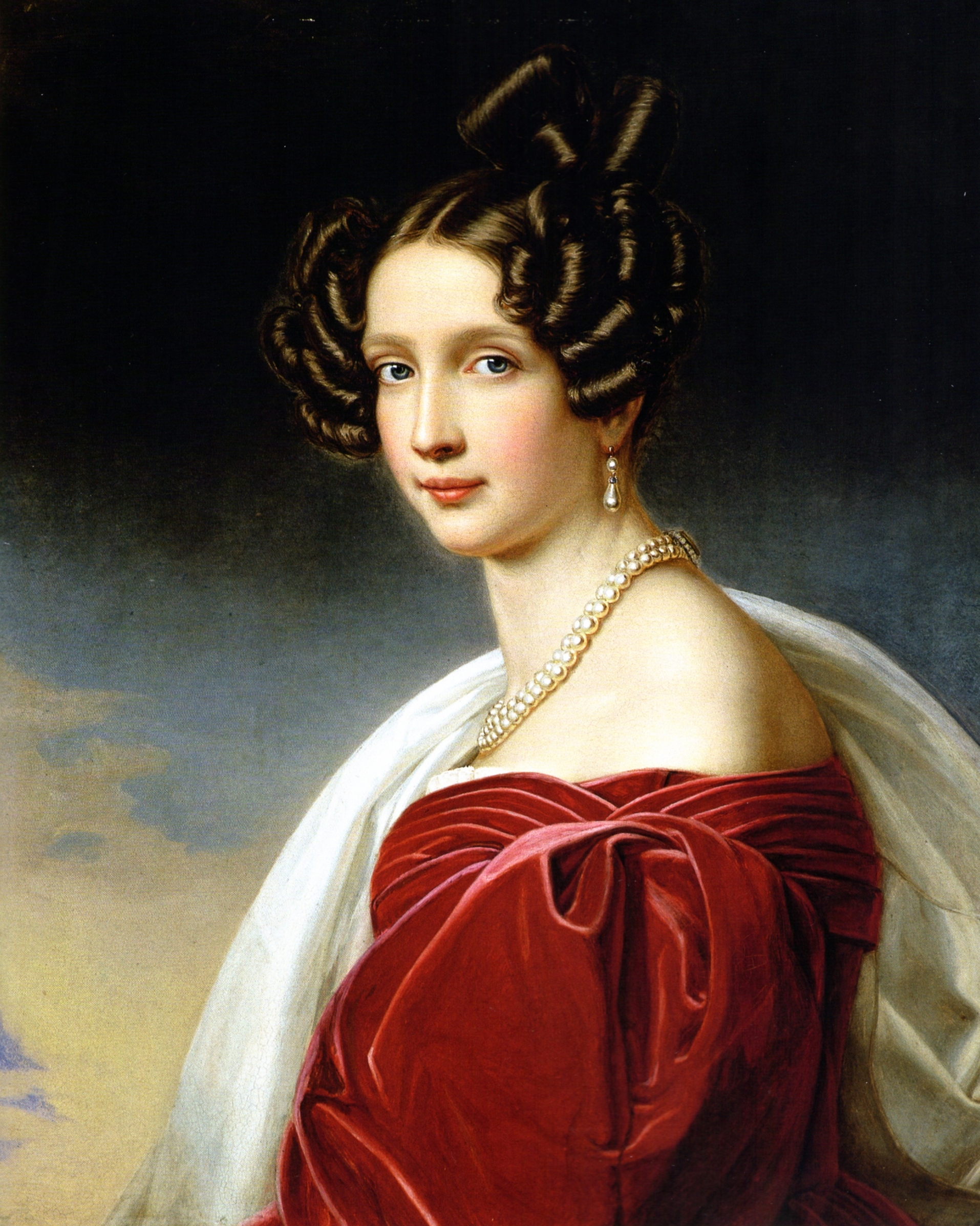
سوفی، دوشس اتریش ، 1832
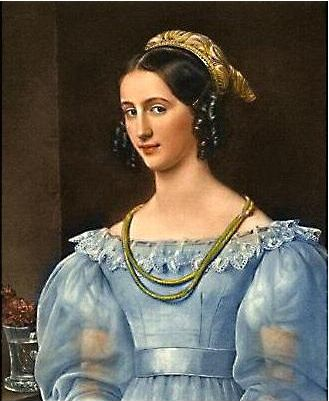
Regina Daxenberger [br], 1829
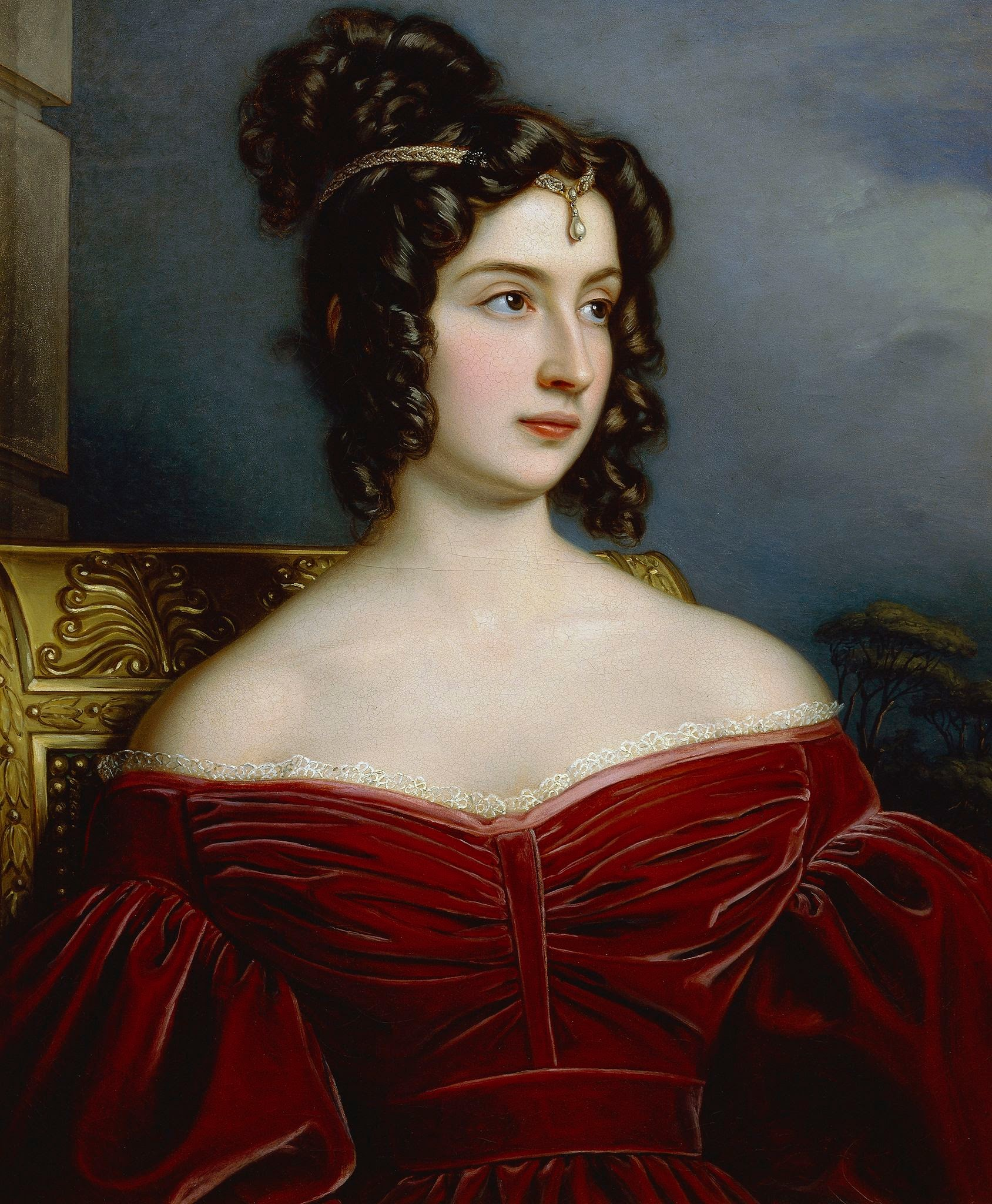
ماریانا مارکسا فلورنزی ، 1831
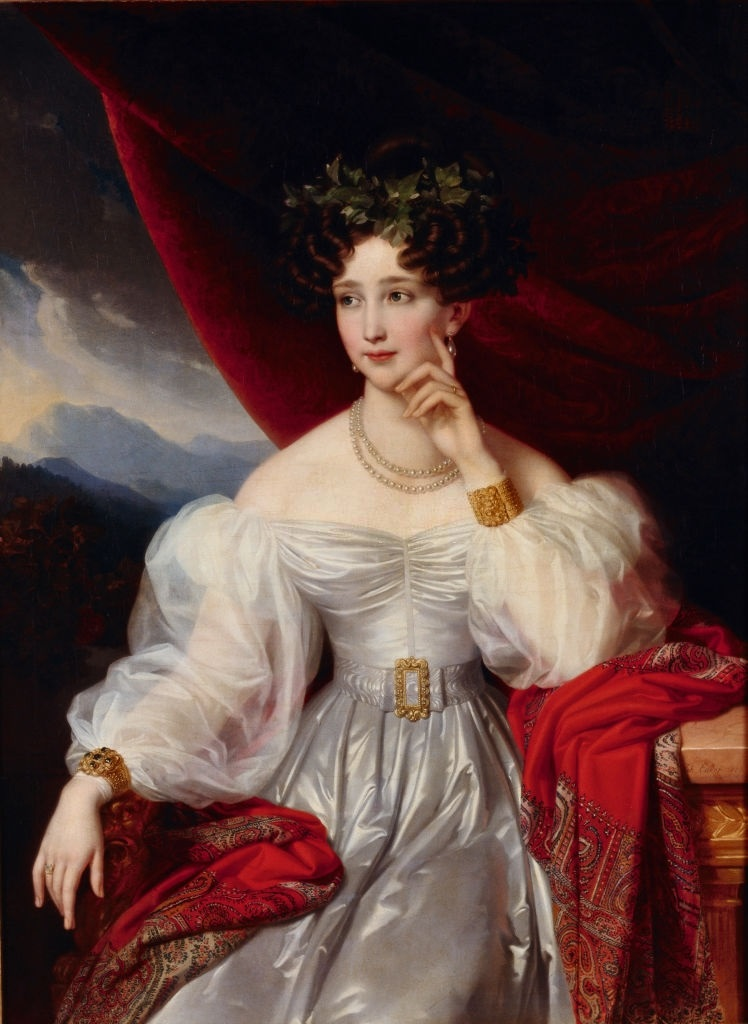
شاهزاده سوفی باواریا ، 1830
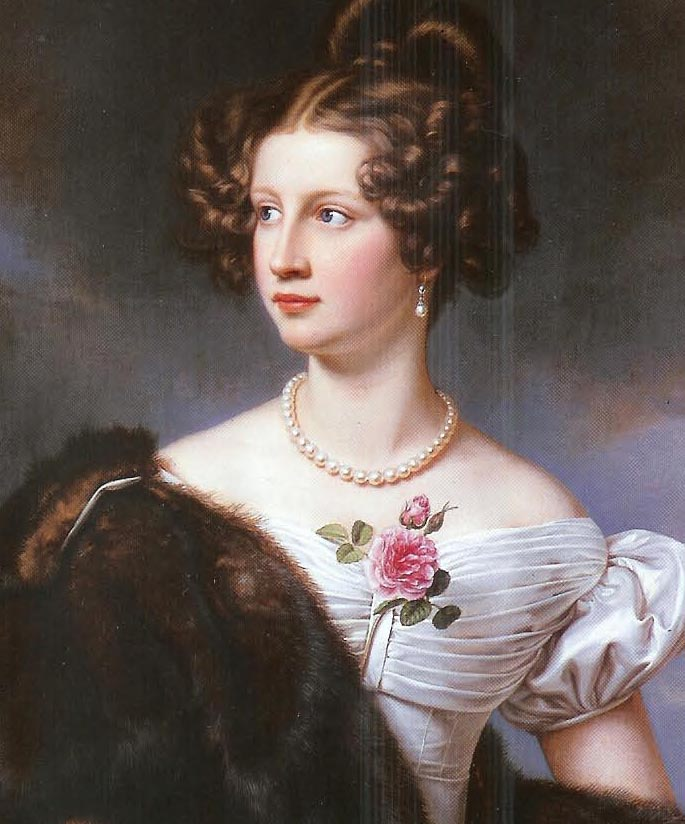
آمالی آدلربرگ ، 1827
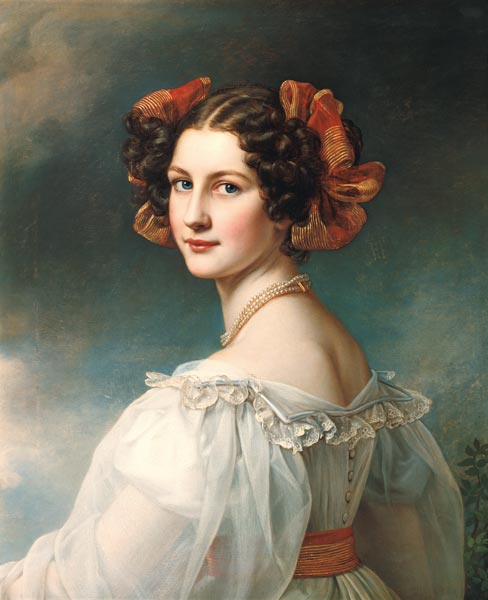
آگوست هیلبر ، 1827
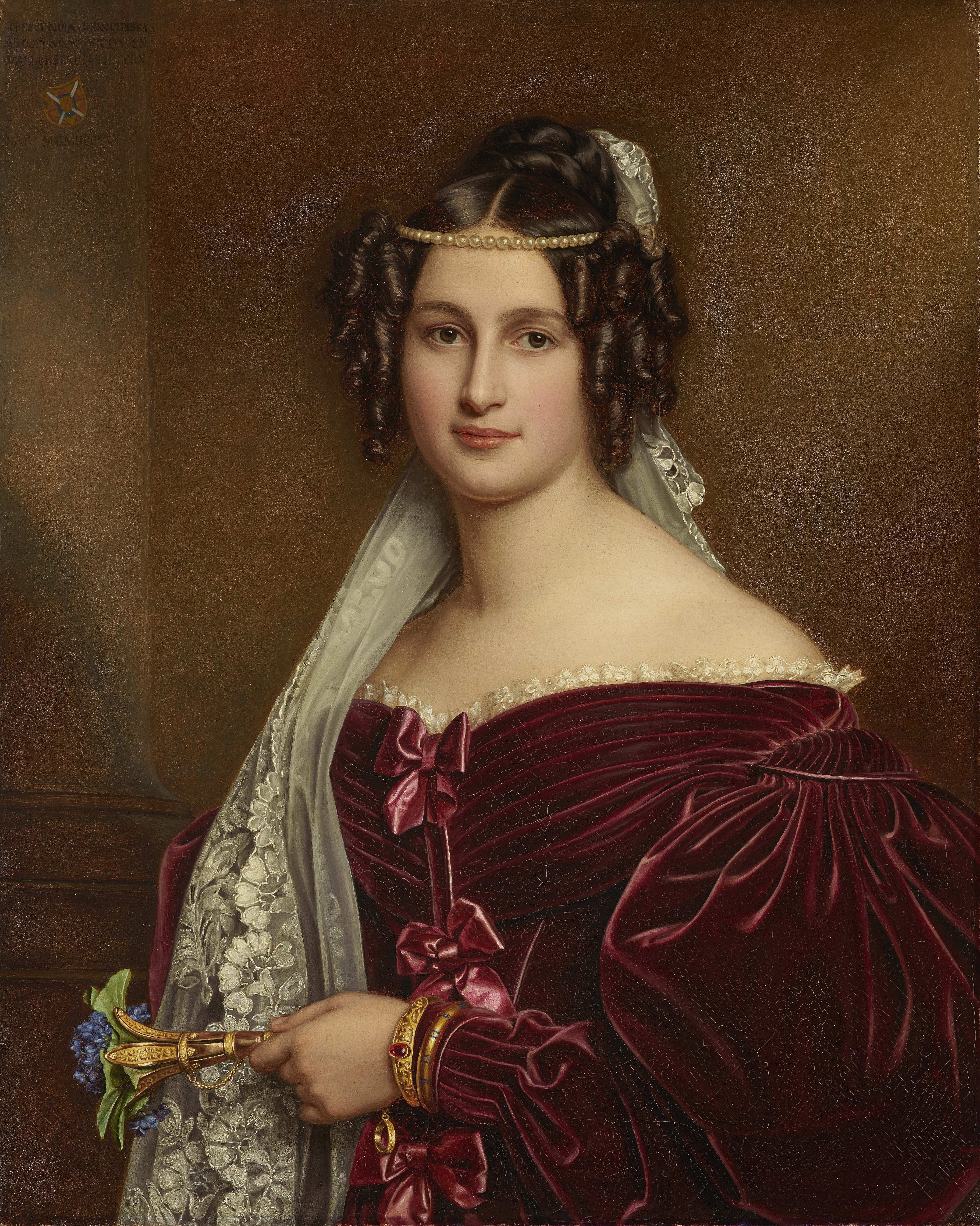
کرسنتیا بورگین ، 1833
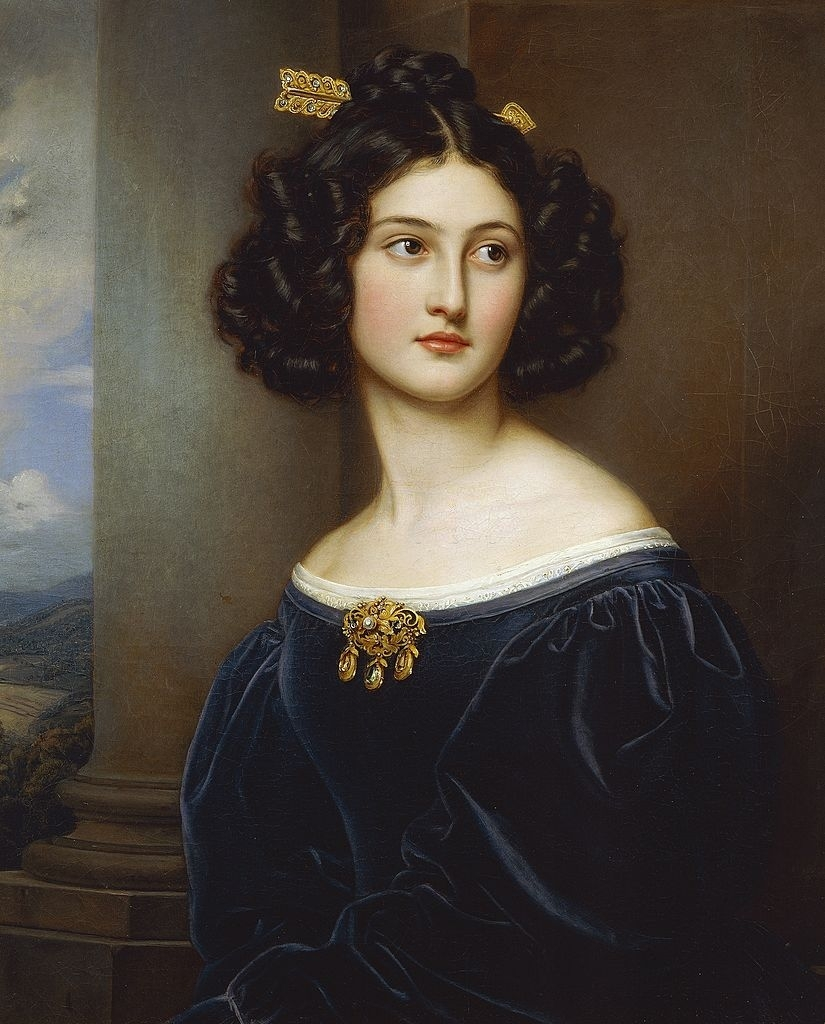
نانت کائولا، 1829

1. ↑  Web Gallery of Art